# کپک مخاطی

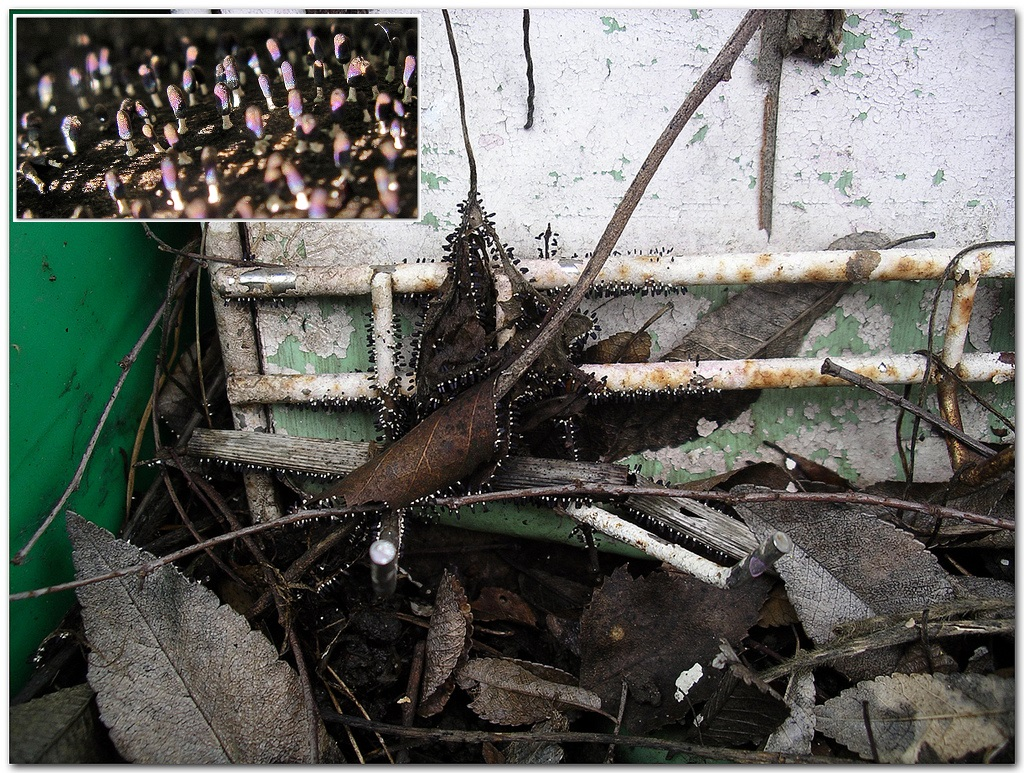
کپک مخاطی Diachea leucopodia. بارکلی, کالیفرنیا, امریکا

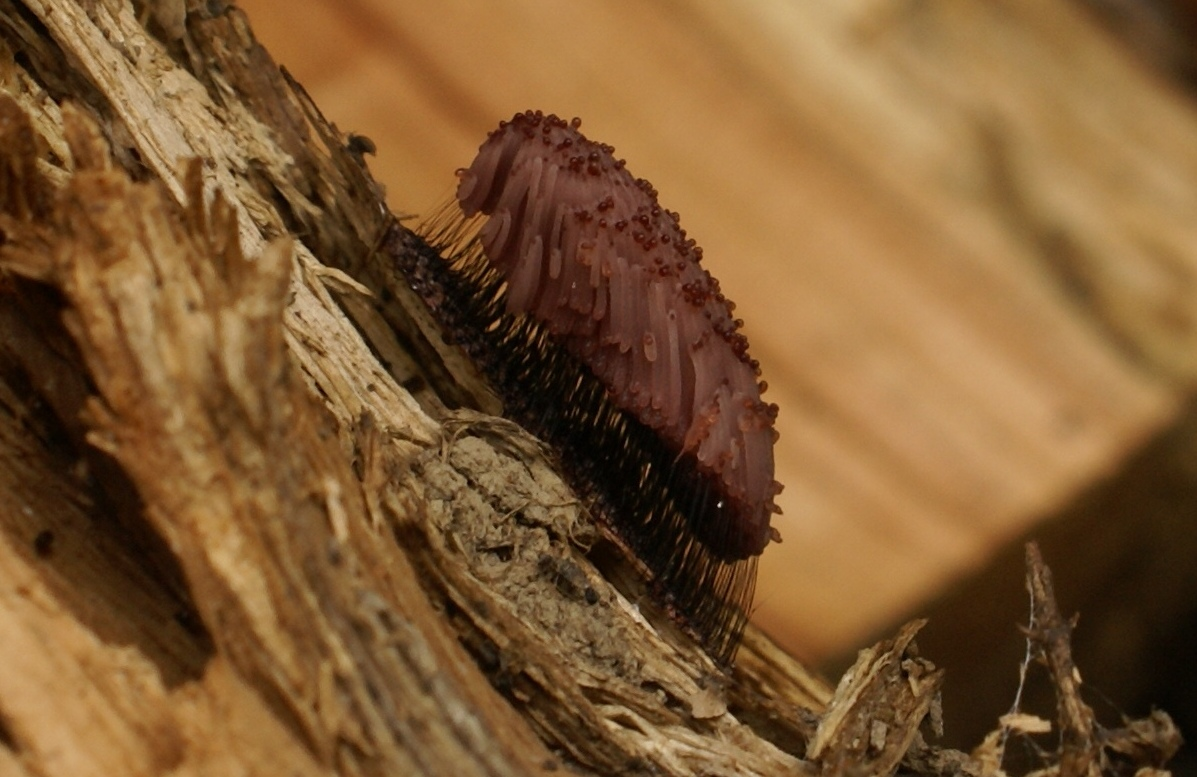
کپک مخاطی Stemonitis fusca در اسکاتلند

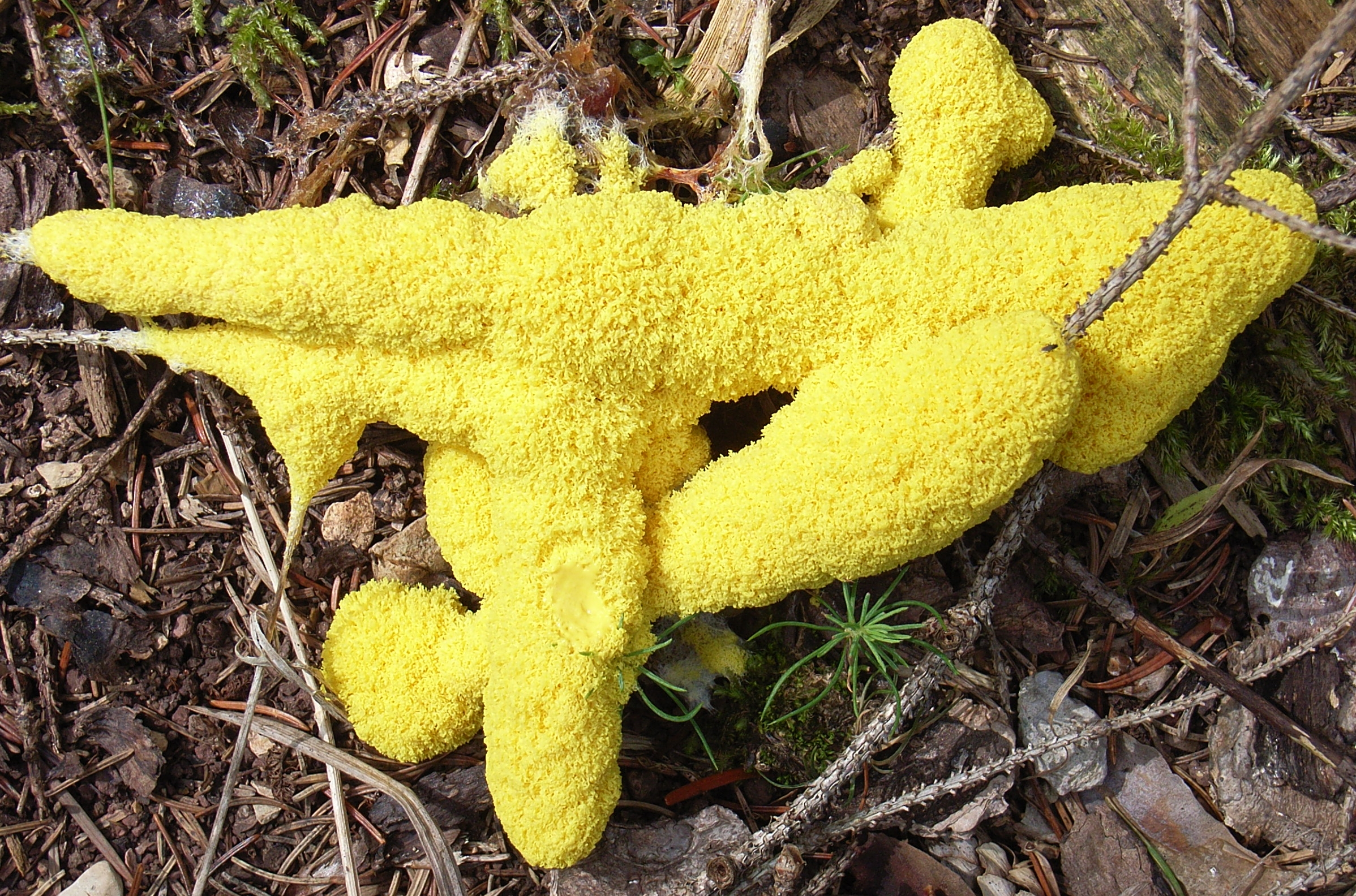
کپک مخاطی Fuligo septica

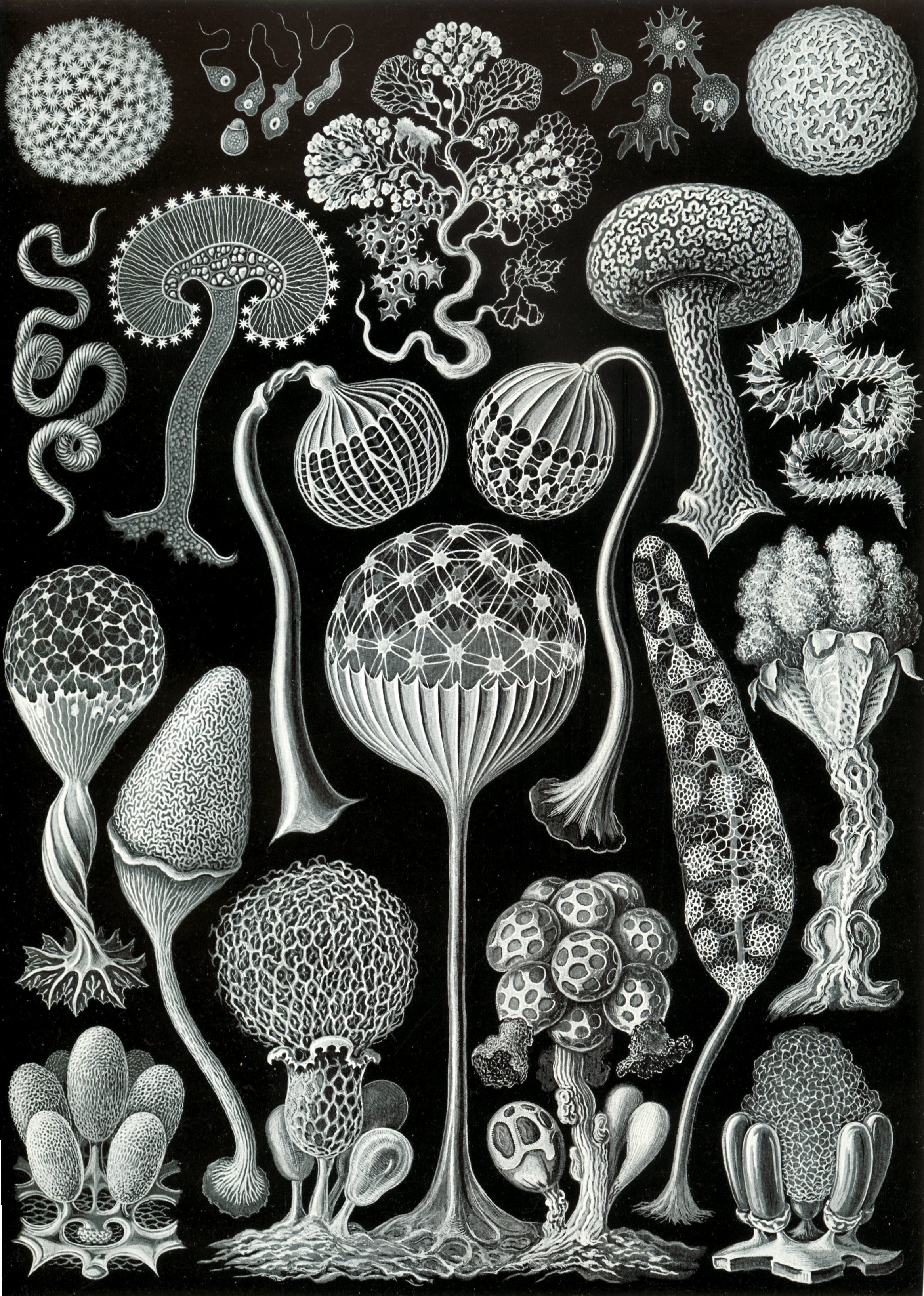
میستوزوآ از کتاب «هنرهای طبیعت» ارنست هکل ۱۹۰۴

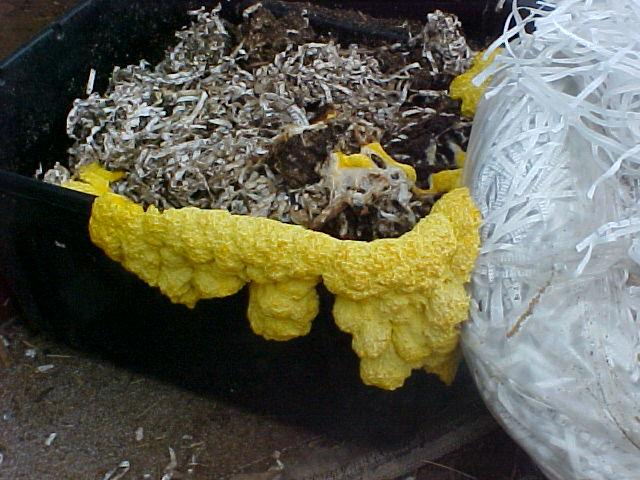
کپک مخاطی که از یک سطل کاغذ نم‌دار رشد می‌کند

کپک مخاطی (انگلیسی: Slime mold) نام غیررسمی برای انواع گوناگون جانداران یوکاریوت است که می‌توانند آزادانه به شکل تک سلولی زندگی کنند اما گرد هم می‌آیند و ساختاری چندسلولی و تناسلی می‌سازند. کپک‌های مخاطی در گذشته در دستهٔ قارچ‌ها طبقه‌بندی می‌شدند اما اکنون دیگر در آن فرمانرو طبقه‌بندی نمی‌شوند. هرچند که این جانداران از یک نوع نیستند، هنوز هم گاه در گروه نافراگیر آغازیان طبقه‌بندی می‌شوند.
بیش از ۹۰۰ گونه کپک مخاطی در سراسر جهان وجود دارد.
| گروه                                            | سرده | مورفولوژی |
| ----------------------------------------------- | --- | --- |
| آمیبوزوا > کنوسا > میستوزوآ                     | رده کپک مخاطی پلاسمودیومی شامل Cribraria, Lycogala, Tubifera, Echinostelium, Fuligo, Lepidoderma, Physarum, Comatricha, Stemonitis, Arcyria, Trichia                                            | کپک‌های مخاطی پلاسمودیومی یا Syncytial                                                                                     |
| آمیبوزوا > کنوسا > میستوزوآ                     | رده Dictyostelia شامل Dictyostelium, Polysphondylium, Acytostelium | کپک مخاطی سلولی |
| آمیبوزوا > کنوسا > میستوزوآ                     | رده Protostelia شامل Planoprotostelium, Protostelium | بین myxomycetes و dictyostelids, ولی بسیار کوچک‌تر، بدنه‌های میوه‌دهنده تنها یک یا چند اسپور می‌دهند.                         |
| ریزاریا > دنبی‌زیان > Endomyxa                   | رده Phytomyxea شامل Lignieria, Membranosorus, Octomyxa, Phagomyxa, Plasmodiophora, Polymyxa, Sorodiscus, Sorosphaera, Spongospora , Tetramyxa, Woronina                                         | آغازیان انگلی که می‌توانند موجب بماری ریشه کلم شوند. آنها coenocytes تشکیل می‌دهند اما انگل داخلی گیاهان هستند.             |
| برون‌کافتگان > Percolozoa > Heterolobosea        | راسته Acrasida شامل Acrasis | کپک مخاطی سلولی که چرخه زندگی شبیه dictyostelidها دارند، اما رفتار آمیبی‌شان متفاوت است، دارای eruptive pseudopodia.       |
| حبابچه‌داران رنگی > ناجورتاژکان > توری‌های لغزنده | راسته توری‌های لغزنده شامل Labyrinthulids, Labyrinthula, Thraustochytrids, Aplanochytrium, Labyrinthuloides, Japonochytrium, Schizochytrium, Thraustochytrium, Ulkenia, Diplophryids, Diplophrys | سبدهای کپکی که دریایی هستند و تشکیل شبکه‌های هزارتویی از لوله‌ها می‌دهند که آمیب‌ها می‌توانند در آنها بدون پای کاذب حرکت کنند. |
| پشت‌تاژکان > Holomycota > Fonticulida            | Fonticula | کپک مخاطی سلولی که یک بدنهٔ میوه دهنده به شکل آتشفان تشکیل می‌دهد.                                                          |

## پلاسمودیا
کپک مخاطی پلاسمودیومی گروهی از آمیب‌ها هستند که به صورت کپک مخاطی مشاهده شده و در مجموع یک پلاسمودیوم تولید می‌کنند. این جانداران در حین حرکت، باکتری‌ها و مواد آلی را می‌بلعند. کپک مخاطی پلاسمودیومی هسته‌های متعدد دارد؛ اما این هسته‌ها توسط دیواره سلولی از یکدیگر جدا نشده‌اند.
اگر پلاسمودیوم تحت خشکی یا گرسنگی قرار گیرد، به توده‌های متعددی تقسیم می‌شود. هر توده ساقه‌ای تولید می‌کند که در نوک آن کپسولی است که در آن، هاگ‌های هاپلوئید می‌رویند و به سلول‌های هاپلوئید تبدیل می‌شوند که ممکن است آمیبی شکل یا تاژک‌دار باشند. این سلول‌های هاپلوئید قادرند به یکدیگر ملحق شده و زیگوت‌های دیپلوئید ایجاد کنند. این زیگوت‌ها به نوبه خود با تقسیم میتوز، پلاسمودیم‌های جدیدی ایجاد می‌کنند.